# Festejo de Nossa Senhora da Conceição
A Festa de Nossa Senhora da Conceição é uma das mais tradicionais celebrações religiosas de São Luís, capital do Maranhão, realizada anualmente no dia 8 de dezembro. A festividade homenageia a Imaculada Conceição, considerada padroeira da cidade, e atrai milhares de fiéis e devotos.

## História
A devoção a Nossa Senhora da Conceição em São Luís remonta ao altar erguido pela Irmandade de Nossa Senhora da Conceição dos Mulatos em dedicação à santa, na lateral da Igreja de Nossa Senhora do Rosário, na Rua do Egito. A imagem esculpida em madeira, vinda de Portugal, permanece até hoje no Santuário de Nossa Senhora da Conceição, no bairro Monte Castelo.
Em 1762, foi construída uma capela própria para abrigar a santa, localizada onde hoje fica o Edifício Caiçara, na Rua Grande. Em frente à igreja, havia um pequeno largo, onde atualmente está localizado o Banco do Nordeste do Brasil S/A. O fundo da igreja era voltado para a Rua de São Pantaleão e seu lado direito para a Rua Grande.
Em 29 de agosto de 1805, o papa Pio VII autorizou sua elevação a sede paroquial.
Em 1939, apesar dos protestos do vigário João dos Santos Chaves e dos devotos, a capela foi demolida em razão de readequações urbanísticas da cidade, durante o governo do interventor federal, Paulo Ramos. O terreno da igreja deu lugar ao trajeto dos bondes, que foram instalados para modernizar o transporte da capital. O vigário, que era responsável pela igreja desde 1896, morreu amargurado dois anos depois, em 21 de fevereiro de 1941.
Antes da demolição,  foram transferidos para a vizinha Igreja de Santana os imagens, altares e painéis de azulejos, passando a ser a matriz.
O padre Ribamar Carvalho e fiéis, em busca de local para construir uma nova igreja, adquiriram um terreno no bairro do Monte Castelo, em um local onde havia oito barrigudeiras. As obras da igreja foram custeadas pelo devotos, e enquanto isso, as missas eram rezadas em uma casa cedida pela família Caldas. A igreja foi finalmente inaugurada em 1971.
A partir de 1978, os padres dehonianos se tornaram responsáveis pela igreja Nossa Senhora da Conceição do Monte Castelo.
Em 08 de dezembro de 2004, a igreja foi eleva a Santuário Nossa Senhora da Conceição.
Em julho de 2025, foi iniciada a demolição de parte da igreja para a construção de um santuário maior.

## Celebrações
As festividades têm início no dia 8 de novembro, com a abertura oficial do festejo. Durante o mês, são realizadas novenas, missas diárias, romarias, carreatas e visitas da imagem peregrina a comunidades, órgãos públicos e residências de devotos.
O ponto alto ocorre no dia 8 de dezembro, feriado municipal em São Luís desde a lei Lei nº 3.432/1996. A programação inclui missas ao longo do dia no Santuário, localizado no bairro Monte Castelo, e uma missa campal às 17h na Praça Maria Aragão, presidida pelo arcebispo metropolitano. Em seguida, acontece a tradicional procissão que percorre as ruas do centro até o Santuário.

## Importância cultural
A Festa de Nossa Senhora da Conceição é reconhecida por sua relevância histórica, religiosa e cultural. A celebração fortalece a identidade religiosa da cidade e mobiliza diversas comunidades e paróquias da capital maranhense.